# L'Aiguillon-sur-Vie
L'Aiguillon-sur-Vie är en kommun i departementet Vendée i regionen Pays de la Loire i västra Frankrike. Kommunen ligger i kantonen Saint-Gilles-Croix-de-Vie som tillhör arrondissementet Les Sables-d'Olonne. År 2022 hade L'Aiguillon-sur-Vie 2 207 invånare.

## Befolkningsutveckling
Antalet invånare i kommunen L'Aiguillon-sur-Vie
| Referens: INSEE |